# Gu Shanshan
Gu Shanshan, död efter år 1368, var en kinesisk skådespelare. 
Hon tillhörde eliten av skådespelare inom samtida zajuteater och spelade oftast de kvinnliga huvudrollerna. Det påpekas som ett prov på hennes skicklighet att hon vid sextio års ålder fortfarande kunde spela en flicka övertygande. Hon hade en överraskande bakgrund som skådespelare, eftersom hon hade fötts i en förmögen ämbetsfamilj som hade blivit ruinerad.